# 롱기스트 야드
《롱기스트 야드》(영어: The Longest Yard)는 미국에서 제작된 피터 시걸 감독의 2005년 스포츠 코미디 영화이다. 1974년 영화 《터치 다운》의 리메이크 작품이다. 애덤 샌들러 등이 출연하였고, 잭 지어러퓨토 등이 제작에 참여하였다.
이 영화는 MTV 필름스와 해피 매디슨 프로덕션스가 제작하고 파라마운트 픽처스와 컬럼비아 픽처스에 의해 배급되었으며 미국에서 2005년 5월 27일 개봉되었다.

## 출연진
재소자
- 애덤 샌들러 - 폴 “레킹” 크루 역
- 크리스 록 - 제임스 “케어테이커” 패럴 역
- 넬리 - 얼 메깃 역
- 버트 레이놀즈 - 코치 네이트 스카버러 역
- 밥 샙 - 스위타우스키 역
- 데이비드 패트릭 켈리 - 엉거 역
- 테리 크루스 - “치즈버거” 에디 역
- 니컬러스 터투로 - 브루시 역
- 빌 골드버그 - 조이 “배틀” 버타글리오 역
- 달립 싱 라나 - 털리 역
- 조이 코코 디애즈 - 앤서니 “빅 토니” 코비앙코 역
- 에드워드 벙커 - “스키치” 리버스 역
- 트레이시 모건 - 미스 터커 역
- 스팅크 피셔 - 카페테리아의 죄수 역
- D12 - 배경의 재소자 무리 역

교도관
- 윌리엄 픽트너 - 부장 브라이언 크나우어 역
- 브라이언 보즈워스 - 교도관 램버트 역
- 케빈 내시 - 차장 엥글하트 역
- 스티브 오스틴 - 교도관 더넘 역
- 마이클 파퍼존 - 교도관 램버트 역

그 외
- 제임스 크롬웰 - 교도소장 루돌프 헤이즌 역
- 앨런 코버트 - 월터 역
- 롭 슈나이더 - 펑키 역
- 패트릭 브리스토 - 패트릭 역
- 로런 샌체즈 - 본인 역
- 에드 로터 - 두에인 역
- 클로리스 리치먼 - 리넷 그레이 역
- 코트니 콕스 - 리나 역 (크레디트 미기재)

## 기타 제작진
- 공동 제작: 헤더 패리
- 협력 제작: 마크 S. 개니스, 케빈 그레이디
- 배역: 존 팹시데라
- 미술: 페리 앤덜린 블레이크
- 의상: 엘렌 러터
- 음악 감독: 마이클 딜벡
- 조감독: 존 호크리지, 조지프 J. 콘트라